# Harald Seifert
Harald Seifert (* 20. September 1953 in Quedlinburg) ist ein ehemaliger Bobfahrer, der für die DDR an den Olympischen Winterspielen 1976 in Innsbruck teilnahm. Seifert ist Weltmeister im Viererbob und Europameister im Zweierbob.

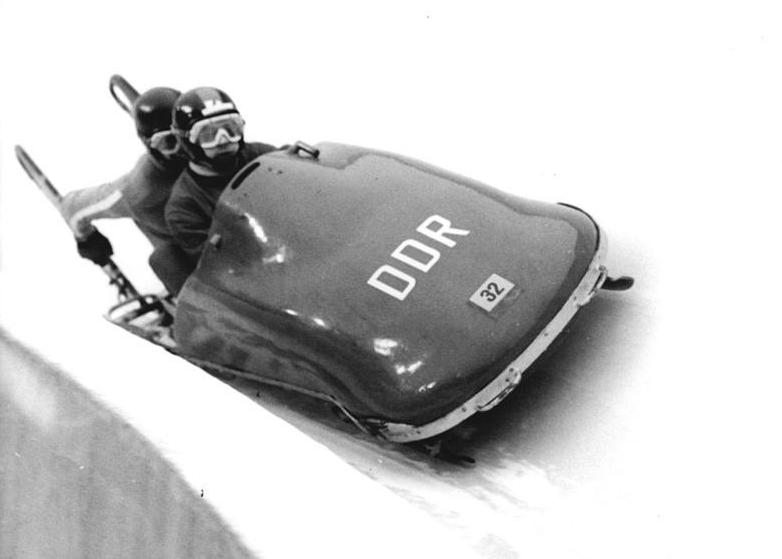
Mit Horst Schönau (1977)

## Karriere

### Olympische Winterspiele
An den Olympischen Winterspielen 1976 in Innsbruck nahm Seifert an den Wettkämpfen im Viererbob teil. Zusammen mit Horst Schönau, Horst Bernhardt und Raimund Bethge startete er als Mannschaft DDR 2 auf der olympischen Bobbahn in Igls am 13. und 14. Februar 1976 und erreichte den vierten Platz in einer Gesamtzeit von 3:42,44 min.

### Bob-Weltmeisterschaften
Seine größten sportlichen Erfolg feierte Seifert bei der 33. Bob-Weltmeisterschaft 1978 in Lake Placid. Er nahm im Viererbob mit seinen Mannschaftskameraden Horst Schönau, Horst Bernhardt und Bogdan Musiol als Mannschaft DDR 2 am Wettkampf teil. Nach Abschluss der beiden Wettkampftage am 11. und 12. Februar 1978 erreichten sie den ersten Platz mit einer Gesamtzeit von 4:17,50 min und wurden Weltmeister im Viererbob. Bei dieser Bob-Weltmeisterschaft startete er außerdem mit Horst Schönau im Zweierbob als Mannschaft DDR 1 und sie fuhren in einer Gesamtzeit von 4:25,06 min auf den fünften Platz.

### Bob-Europameisterschaften
Harald Seifert nahm mit seinem Mannschaftskollegen Horst Schönau an der Bob-Europameisterschaft 1978 auf der olympischen Bobbahn in Igls teil. Als Mannschaft DDR 1 gingen sie am 14. und 15. Januar 1978 im Zweierbob an den Start und wurden nach vier Wertungsläufen Europameister in einer Gesamtzeit von 3:49,22 min vor den Mannschaften DDR 4 und DDR 2.
Bei dieser Bob-Europameisterschaft gewann er eine weitere Medaille. Als Mannschaft DDR 3 startete er zusammen mit Horst Schönau, Horst Bernhardt und Bogdan Musiol im Viererbob. Sie erreichten den dritten Platz in einer Gesamtzeit von 3:41,06 min und konnten den Gewinn der Bronzemedaille feiern.

### Spätere Zeit
Später versuchte Harald Seifert sich für die Olympischen Spiele 1980 in Lake Placid zu qualifizieren, konnte aber der Konkurrenz nicht standhalten und musste seine Profikarriere beenden. Er arbeitete als Sport- und Ethiklehrer zunächst an der Berufsschule des Eisenhüttenwerkes in Thale, später am dortigen Europagymnasium Richard von Weizsäcker.